# Christo Etropolski
Christo Etropolski (bulgarisch Христо Етрополски; * 18. März 1959 in Sofia) ist ein ehemaliger bulgarischer Säbelfechter.

## Erfolge
Christo Etropolski gewann 1983 in Wien im Einzel die Bronzemedaille bei den Weltmeisterschaften. 1985 wurde er in Barcelona sowohl in der Einzel- als auch in der Mannschaftskonkurrenz Vizeweltmeister. Im Mannschaftswettbewerb folgten 1986 in Sofia Bronze und 1987 in Lausanne nochmals Silber. Zweimal nahm er an Olympischen Spielen teil: 1980 verpasste er in Moskau mit Rang fünf im Einzel die Medaillenränge. Mit der bulgarischen Equipe wurde er Achter. Bei den Olympischen Spielen 1988 in Seoul erreichte er Rang 21 im Einzel und nochmals Rang acht mit der Mannschaft.
Sein Zwillingsbruder Wassil Etropolski war ebenfalls Fechter.